# Baruzo
Baruzo is een bestuurslaag in het regentschap Nias van de provincie Noord-Sumatra, Indonesië. Baruzo telt 677 inwoners (volkstelling 2010).